# Коща (притока Жиздри)
Коща (рос. Коща) — річка в Росії, у Сухіницькому й Думіницькому районах Калузької області. Ліва притока Жиздри (басейн Оки).

## Опис
Довжина річки 27 км, найкоротша відстань між витоком і гирлом — 11,33 км, коефіцієнт звивистості річки — 2,39. Площа басейну водозбору 192 км².

## Розташування
Має виток на захід від села Казар. Спочатку тече на південний схід, потім на південний захід чрез Бортне, перед селом Вишілово повертає на південний схід і тече далі. Проти села Щетініно річка повертає на південний захід, а потім на південний схід і на південний захід від Богданових Колодязів впадає у річку Жиздру, ліву притоку Оки.
Притоки: Ольшанка, Гаретівка (ліві); Устік, Пісочня, Тимонівка (праві).
Населені пункти вздовж берегової смуги: Усти, Бяглево, Хомутово, Козаківка.

## Цікаві факти
- У XIX столітті на річці працювало 3 водяних млини.